# Cristián Muñoz (calciatore argentino)
Cristián Fernando Muñoz Hoffman (Buenos Aires, 1º luglio 1977) è un ex calciatore argentino, di ruolo portiere.

## Palmarès

### Nazionale
- Campionato mondiale Under-20: 1

1997